# Sorgenti pietrificanti

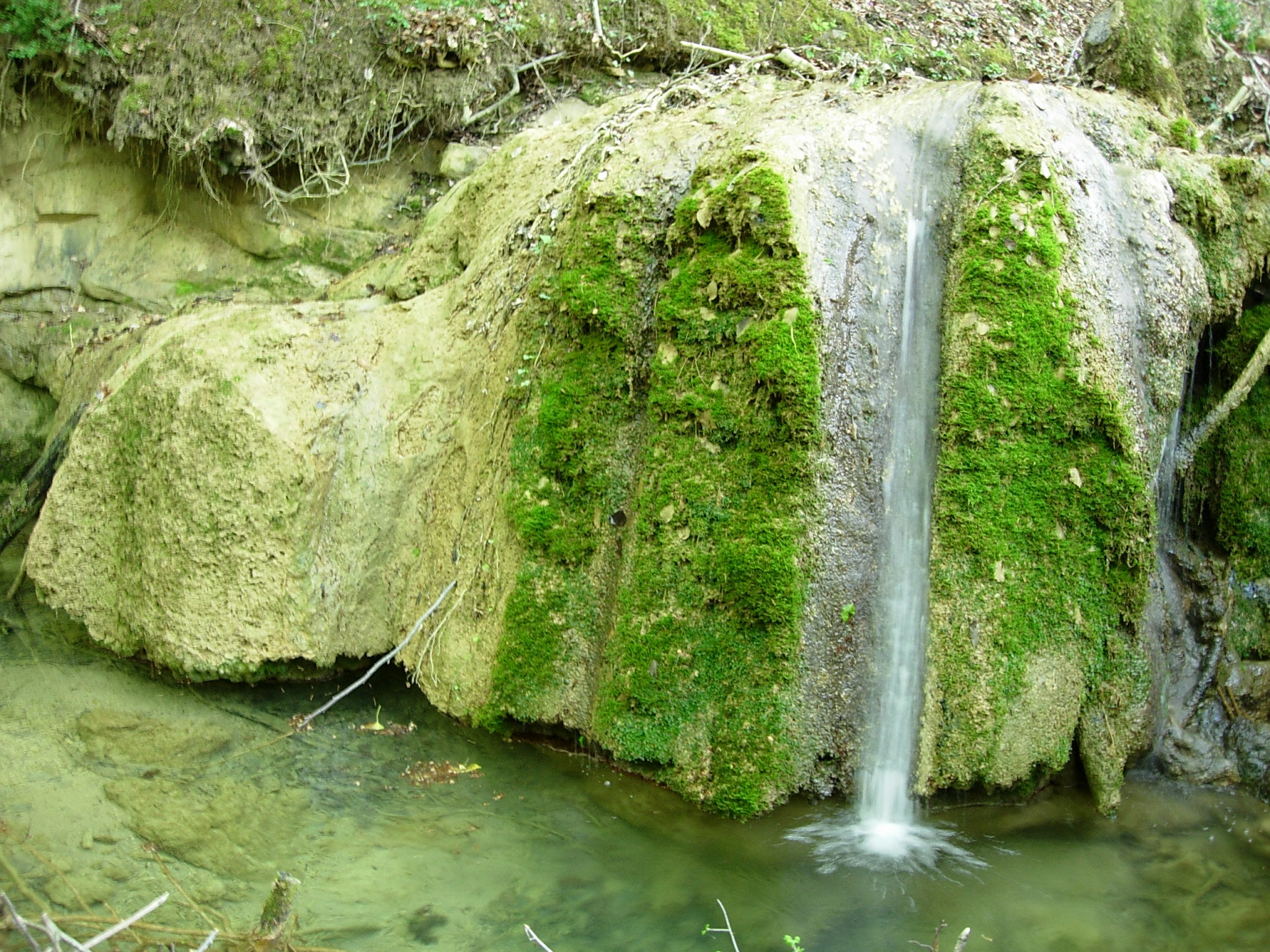
Una sorgente pietrificante in Francia (Aude)

Le sorgenti pietrificanti  o habitat delle sorgenti petrificanti,  sono un particolare ambiente che si forma in luoghi in cui è presente costantemente acqua corrente dove si hanno fenomeni di travertinizzazione.

## Origine
Si tratta di affioramenti di rocce calcaree con presenza di numerose piccole sorgenti d'acqua, provenienti da circolazione interna alle rocce, le cui acque contengono elevate quantità di ioni di carbonato di calcio proveniente dalla dissoluzione chimica delle rocce entro cui hanno percolato.
Quest'acqua, arricchitasi di bicarbonato di calcio nel sottosuolo, forma il travertino in due modi: per precipitazione diretta di carbonato di calcio e per l'azione del Cratoneuron commutatum, che è una particolare specie di muschio che prospera in questo habitat e di cui contemporaneamente ha un ruolo importante nella sua formazione. Questo vegetale sottrae CO2 disciolta nell'acqua tramite la sintesi clorofilliana, liberando così il carbonato di calcio alla base della pianticella. Oltre al processo chimico, il muschio contribuisce alla formazione della roccia anche fisicamente perché trattiene l'acqua dando ad essa il tempo di depositare il carbonato.
L'aspetto ricco di cavità del travertino è dovuto soprattutto a questo meccanismo di formazione, poiché la deposizione avviene tutt'attorno ai vegetali che prosperano nell'ambiente umido. Questa deposizione diminuisce allontanandosi dalla sorgente, di pari passo con la precipitazione del calcare, annullandosi completamente alla distanza di qualche centinaio di metri.
Il meccanismo di formazione di questo habitat è stato compreso soltanto pochi anni fa, in precedenza si pensava che la presenza del muschio fosse dovuta solamente alle sue caratteristiche calcicole; le piante calcicole sono quelle che prediligono ambienti basici con pH superiori a 7, caratteristica che si ritrova nei suoli ricchi di calcio.

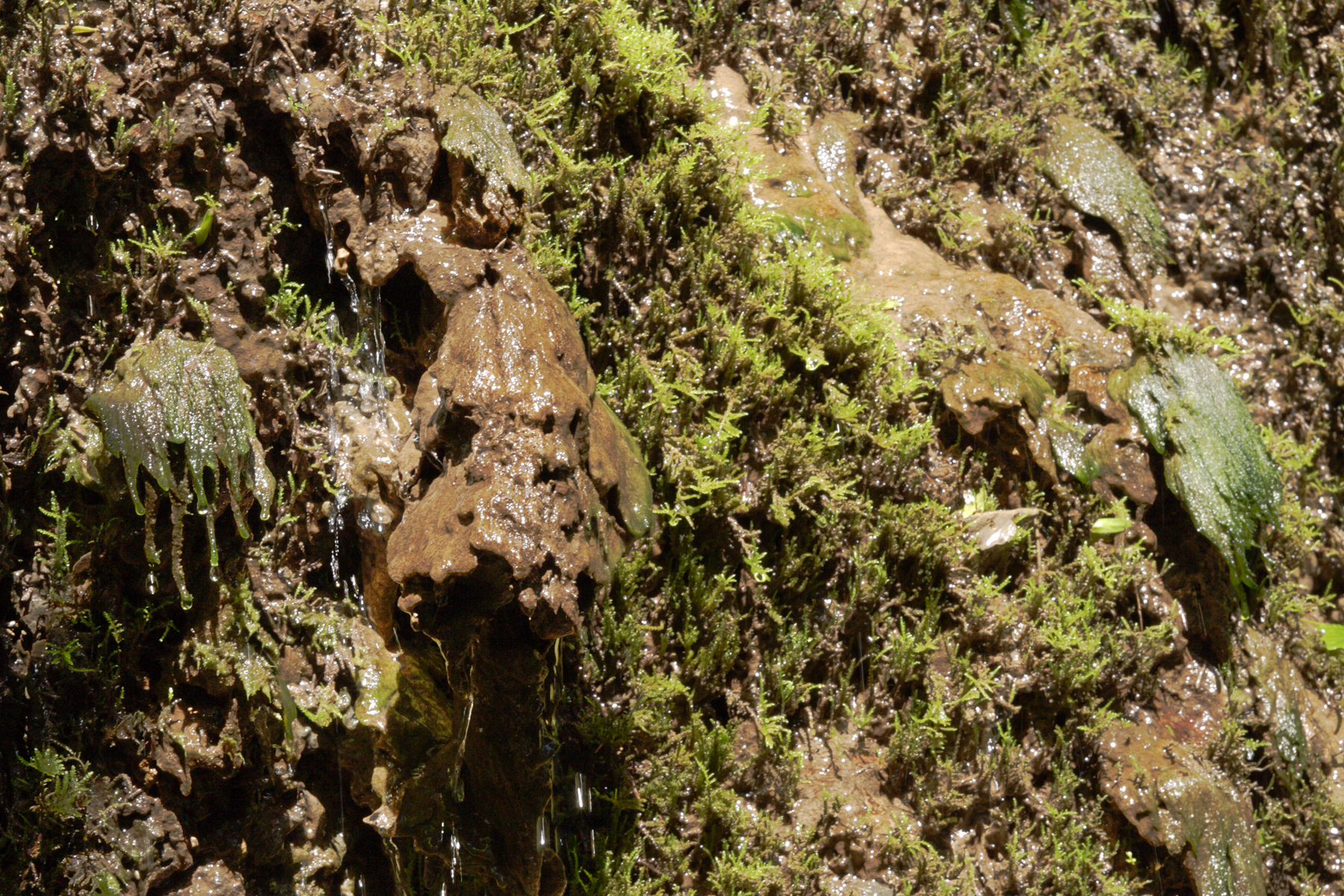
Cratoneuron commutatum e formazione di travertino in una sito delle Alpi sveve